# Nysius caledoniae
Espèce
Nysius caledoniae est une espèce d'insectes hémiptères de la famille des Lygaeidae, décrite par William Lucas Distant en 1920.